# 23-тя вулиця (Мангеттен)
23-тя вулиця (англ. 23rd Street) — широка вулиця в боро Нью-Йорка Мангеттен, одна з головних вулиць із двостороннім рухом зі сходу на захід у сітці району. Як і в інших вулицях Мангеттена, вона поділена на східну та західну частини на П’ятій авеню. Вулиця пролягає від авеню C і Магістралі ФДР на сході до Одинадцятої авеню на заході.
23-тя вулиця була створена відповідно до Генерального плану комісарів 1811 року. На вулиці розташовано кілька відомих готелів, у тому числі Готель П'ята Авеню і Готель Челсі, а також багато театрів. Кілька хмарочосів розташовані на 23-й вулиці, включаючи Флайтерон білдінг, Метлайф-тауер і Ван Медісон.

## Історія

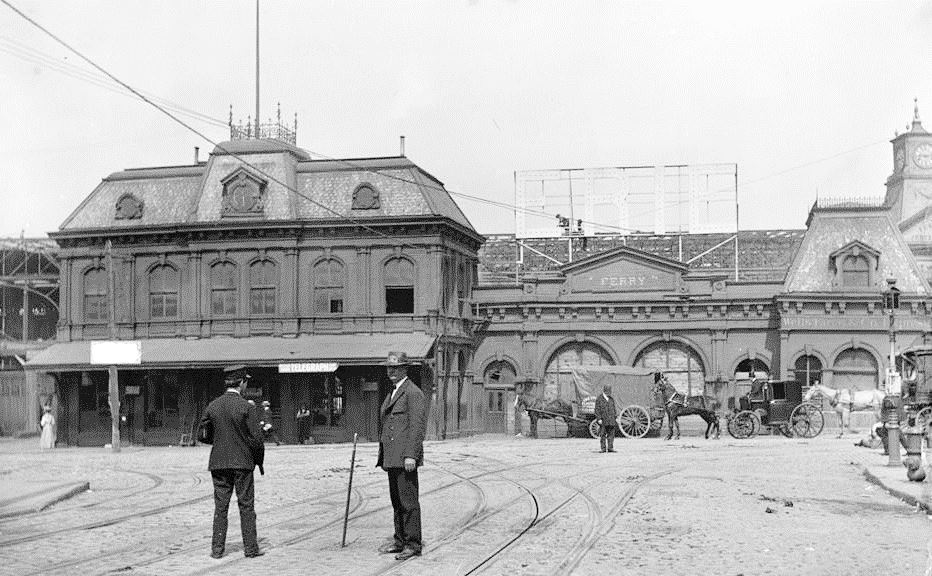
Кінний термінал на 23-й вулиці на західному кінці вулиці в 1900 році

23-тя вулиця була визначена в Генеральному плані комісарів 1811 року, який встановив сітку вулиць Мангеттена, як одну з 15 вулиць зі сходу на захід, ширина яких мала б бути 30 метрів, на відміну від другорядних вулиць, які були визначенені по 18 метрів у ширину. План також зарезервував 97 га землі, обмеженої 23-ю вулицею, Третьою авеню, 33-ю вулицею та Сьомою авеню, як «Великий парад», територію, на якій було заборонено забудову. Замість цього територія мала використовуватися як відкритий простір для військових тренувань, а також як збірний пункт у разі захоплення міста. У той час дехто думав, що Гранд-Парад може стати «центральним парком» міста, але з часом територію поступово зменшували. До 1847 року відкрита територія становила 2,8 га, що включало землю нинішнього парку Медісон-сквер.